# Хижак, Роман Степанович
Роман Степанович Хижак (укр. Роман Степанович Хижак; 26 сентября 1950, Судовая Вишня — 9 декабря 1992, Судовая Вишня) — советский футболист. Играл на позиции нападающего. Входит в десятку лучших бомбардиров «Карпат» за всю историю.

## Карьера
Воспитанник львовского футбола. В 1971—1976 годах провел 109 игр и забил 32 мяча за «Карпаты» (Львов) в чемпионатах СССР. Вместе с командой добился высокого места в истории клуба в чемпионате СССР — четвёртые места в сезонах 1976 (весна) и 1976 (осень).
В Судовой Вишне с 1996 года проводят ежегодный турнир памяти Романа Хижака среди юношеских команд.